# Chlausenbach (Biber)
Der Chlausenbach ist ein gut 4 Kilometer langer rechter Zufluss der Biber im Schweizer Kanton Schwyz. Er ist ein mittelsteiles, mittleres Fliessgewässer der montanen karbonatischen Alpennordflanke.

## Geographie

### Verlauf
Der Chlausenbach entspringt nordöstlich von Rothenthurm am steilen Nordwesthang des Berges Samstageren auf einer Höhe von etwa 1200 m ü. M.
Er entwässert mit mehreren Quellbächen eine 400 Meter hohe, feuchte Mulde am Berg im Gebiet des Cholmattliwaldes. Die stark abfallende, erosionsgefährdete Bachrinne hat das Bundesamt für Armeematerial und Bauten mit zahlreichen Sperren gesichert. Im Gebiet Cholmattli fliesst der Bach in nordwestlicher Richtung durch eine flache Talebene mit militärischen Übungsanlagen der Schweizer Armee und danach gegen Nordosten durch das Gebiet der Schiessplätze Cholmattli und Altmatt Rothenthurm. Nordöstlich des Militärgeländes, das vom VBS als «der wichtigste Infanterie-Schiessplatz der Zentralschweiz» bezeichnet wird, erreicht der Bach das etwa einen halben Quadratkilometer grosse Feuchtgebiet der Chrüzweid im Gebiet Erlen, wo er mehrere Seitenbäche von rechts aufnimmt. Dieser Abschnitt des kleinen Tales mit verschiedenen Moorflächen liegt ausserhalb einer Seitenmoräne des eiszeitlichen Reuss-Muotagletschers, der über die Wasserscheide bei Rothenturm bis in das Gebiet Altmatt vorstiess.

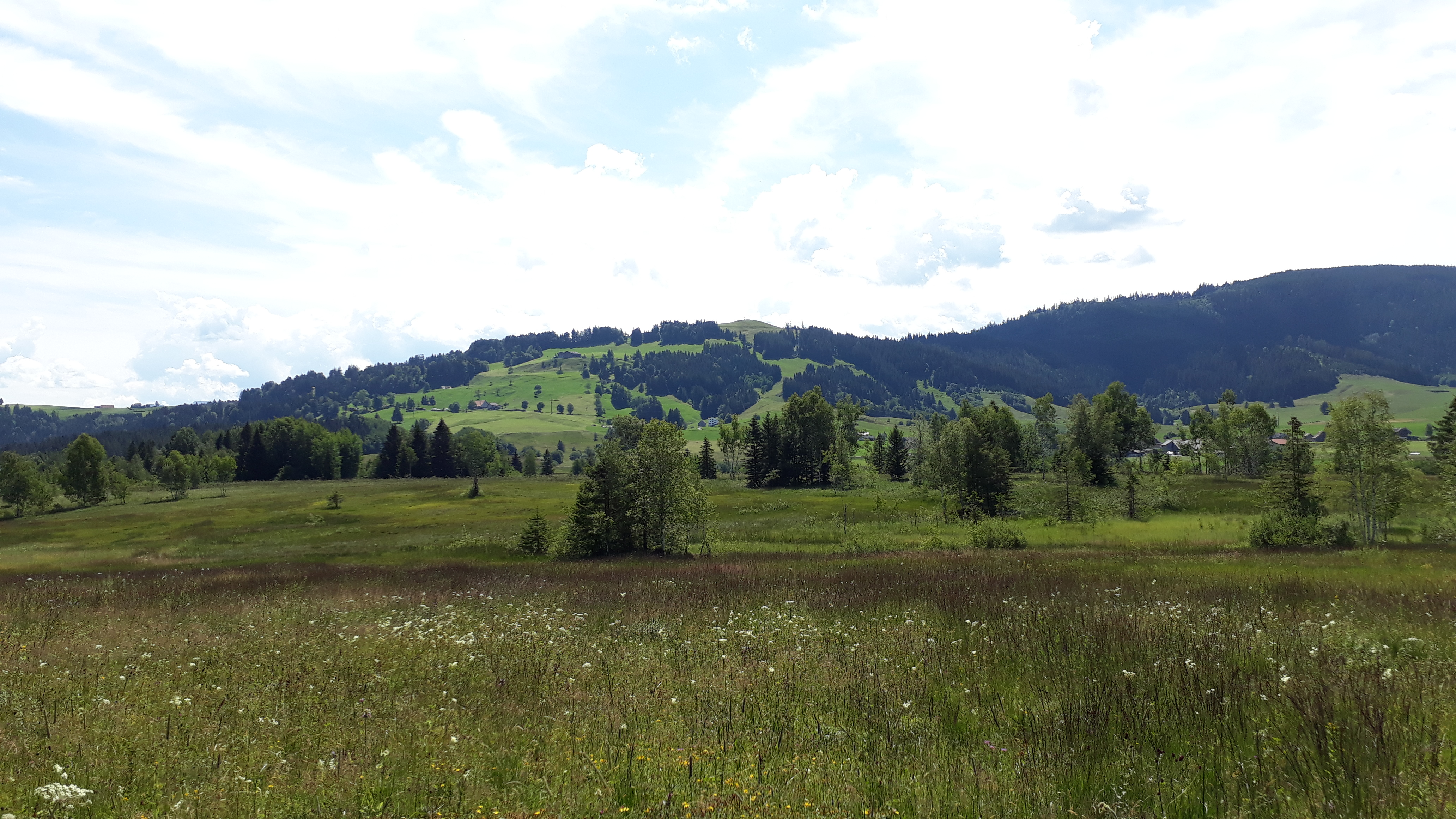
Moränen- und Moorgebiet bei der Äusseren Altmatt

Beim Dorf Äussere Altmatt führt der Chlausenbach durch Landwirtschaftsgebiet und durch die gestaffelte Moränenzone. An dieser Stelle überqueren ihn die Hauptstrasse 8 und die Bahnstrecke Biberbrugg–Arth-Goldau sowie die Hochspannungsleitung des Etzelwerks von Altendorf nach Steinen. Auf einer Länge von 1,5 Kilometern fliesst der Bach danach am äusseren, nördlichen Rand einer Endmoräne gegen Nordwesten quer durch das Bibertal. Im Bachbett verläuft in diesem Abschnitt die Grenze zwischen den Schwyzer Gemeinden Rothenthurm und Einsiedeln. Bei der Örtlichkeit Bibersteg, wo der alte Flussübergang des Pilgerwegs vom Raten zum Chatzenstrick und nach Einsiedeln die Biber überquert, mündet der Chlausenbach auf einer Höhe von ungefähr 890 m ü. M. von rechts in dieselbe. Die Biber markiert hier die Grenze zwischen den Kantonen Schwyz und Zug.
Kurz vor der Mündung in die Biber überquert der «Moorweg Rothenturm» den Chlausenbach auf einem Holzsteg.
Der etwa 4,3 km langer Lauf des Chlausenbachs endet ungefähr 310 Höhenmeter unterhalb seiner Quelle, er hat somit ein mittleres Sohlgefälle von etwa 72 ‰.

### Einzugsgebiet
Das 3,72 km² grosse Einzugsgebiet des Chlausenbachs liegt in den Schwyzer Alpen und wird durch ihn über die Biber, die Alp, die Sihl, die Limmat, die Aare und den Rhein zur Nordsee entwässert.
Es grenzt
- im Nordosten an das Einzugsgebiet des Aubachs, der in die Biber mündet;
- im Südosten an das des Rotenbachs, der in die Alp mündet und
- im Südwesten an das des Dorfbachs, der in die Biber mündet.

Es besteht zu 38,4 % aus bestockter Fläche, zu 52,5 % aus Landwirtschaftsfläche, zu 2,8 % aus Siedlungsfläche und zu 6,2 % aus unproduktiven Flächen.
Die Flächenverteilung
Die mittlere Höhe des Einzugsgebietes beträgt 1017,3 m ü. M., die minimale Höhe liegt bei 891 m ü. M. und die maximale Höhe bei 1365 m ü. M.

## Hydrologie
Bei der Mündung Chlausenbachs in die Biber beträgt seine modellierte mittlere Abflussmenge (MQ) 0,12 m³/s. Sein Abflussregimetyp ist  	nivo-pluvial préalpin und seine Abflussvariabilität beträgt 20.

## Natur und Umwelt
Der Unterlauf des Chlausenbachs liegt in der Mitte des weiten Naturschutzgebiets Hochmoor Rothenthurm-Altmatt-Biberbrugg, das im schweizerischen Bundesinventar der Landschaften und Naturdenkmäler von nationaler Bedeutung (BLN; französisch IFP) verzeichnet ist. Die Landschaft am ersten Bachabschnitt mit den militärischen Anlagen ist ausserhalb des Schutzgebiets, wird indessen vom VBS im Rahmen des Programms «Natur – Landschaft – Armee» (NLA) als Biotop unterhalten. Von der Chrüzweid abwärts fliesst der Bach teilweise in der BLN-Landschaftsschutzzone, die von der Oberallmeindkorporation Schwyz und ihren Bewirtschaftern landwirtschaftlich genutzt wird, und teilweise in der BLN-Naturschutzzone des Moorgebiets mit den Bereichen Gutried und Finkenried.

## Freizeit und Erholung
In schneereichen Wintern führt die Finnenloipe Rothenthurm über den Bach.